# Jessica Blaszka
Jessica Blaszka (Heerlen, 5 de agosto de 1992) es una deportista neerlandesa que compite en lucha libre.
Ganó una medalla de bronce en el Campeonato Mundial de Lucha de 2015 y dos medallas en el Campeonato Europeo de Lucha, plata en 2020 y bronce en 2019.

## Palmarés internacional
| Campeonato Mundial | Campeonato Mundial         | Campeonato Mundial | Campeonato Mundial |
| Año                | Lugar                      | Medalla            | Categoría          |
| ------------------ | -------------------------- | ------------------ | ------------------ |
| 2015               | Las Vegas (Estados Unidos) | Medalla de bronce  | 48 kg              |
| Campeonato Europeo |                            |                    |                    |
| Año                | Lugar                      | Medalla            | Categoría          |
| 2019               | Bucarest (Rumania)         | Medalla de bronce  | 53 kg              |
| 2020               | Roma (Italia)              | Medalla de plata   | 53 kg              |